# Географія Ємену
Ємен — західноазійська країна, що знаходиться на крайньому південному заході континенту . Загальна площа країни 527 968 км² (50-те місце у світі), з яких на суходіл припадає 527 968 км², а на поверхню внутрішніх вод — 0 км². Площа країни трохи менша за площу території України. 

## Етимологія
Офіційна назва — Республіка Ємен, Ємен (араб. اليمن — Ель-Джумухірія ель-Яманія, Ель-Яман). Назва країни походить від арабського слова «ямін» — правий. Виникнення назви пов'язане з давньою системою орієнтування, в якій схід був завжди попереду, а південь — праворуч, якщо лічити від священого каменю Кааби в Мецці. В античні часи ця частина Аравійськогой півострова називалась Арабія Фелікс (лат. Arabia felix), тобто Щаслива Аравія, що є перекладом арабського слова «юмн» — щасливий. Назва використовувалась напротивагу пустельній частині — Арабія Дезерта (Arabia Deserta). Така назва зустрічається в працях Плінія Старшого і Страбона. Сучасна держава Ємен утворена з Єменської Арабської Республіки зі столицею в Сані (західна і північна частини) та Народної Демократичної Республіки Ємен зі столицею в Адені (східна і південна частини).

## Географічне положення

Карта Ємену від ООН

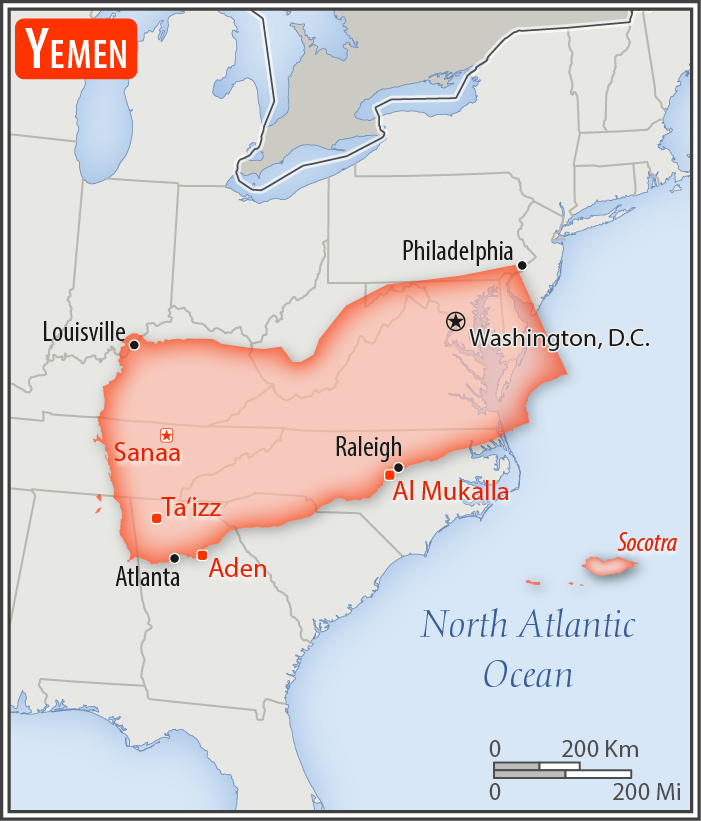
Порівняння розмірів території Ємену та США

Ємен — західноазійська країна, що межує з двома іншими країнами: на півночі — із Саудівською Аравією (спільний кордон — 1307 км), на північному сході — з Оманом (294 км). Загальна довжина державного кордону — 1601 км. Ємен на заході омивається водами Червоного моря, на півдні — Аденської затоки, на сході — Аравійського моря Індійського океану. Загальна довжина морського узбережжя 1906 км.
Згідно з Конвенцією Організації Об'єднаних Націй з морського права (UNCLOS) 1982 року, протяжність територіальних вод країни встановлено в 12 морських миль (22,2 км). Прилегла зона, що примикає до територіальних вод, в якій держава може здійснювати контроль необхідний для запобігання порушень митних, фіскальних, імміграційних або санітарних законів простягається на 24 морські милі (44,4 км) від узбережжя (стаття 33). Виключна економічна зона встановлена на відстань 200 морських миль (370,4 км) від узбережжя. Континентальний шельф — 200 морських миль (370,4 км) від узбережжя, або до континентальної брівки (стаття 76).

### Час
Час у Ємені: UTC+3 (+1 година різниці часу з Києвом).

## Геологія
Територія Ємену займає східну, найбільш високу частину Західно-Аравійського нагір'я, яка являє собою підведений, сильно розчленований край Аравійського щита, частково перекритий древнім лавовими відкладами.

### Сейсмічність
Сейсмічність Ємену характеризується досить посиленою помірною сейсмічною активністю. Так, 5 грудня 2023 року, о 09:31:35 (за київським часом), в Аденській затоці поблизу узбережжя Ємену на глибині 10 км стався землетрус магнітудою 5,3 балів (за шкалою Ріхтера). За класифікацією землетрусів він відносився до сильно помірних.

## Рельєф
Середні висоти — 999 м; найнижча точка — рівень вод Аравійського моря (0 м); найвища точка — гора Джебель-ен-Набі-Шуайб (3760 м). На території Ємену знаходяться величні гори, прибережна низовина Тіхама, посушливі пустельні плоскогір'я, зрідка розділені більш родючими долинами. На заході — Єменські гори (найвища точка гора Ен-Набі-Шаїб, 3660 м). Вздовж узбережжя Червоного моря і Аденської затоки — пустеля Тіхама. На сході — невисокі плоскогір'я та пласкі узвишшя, які переходять у пустелю.

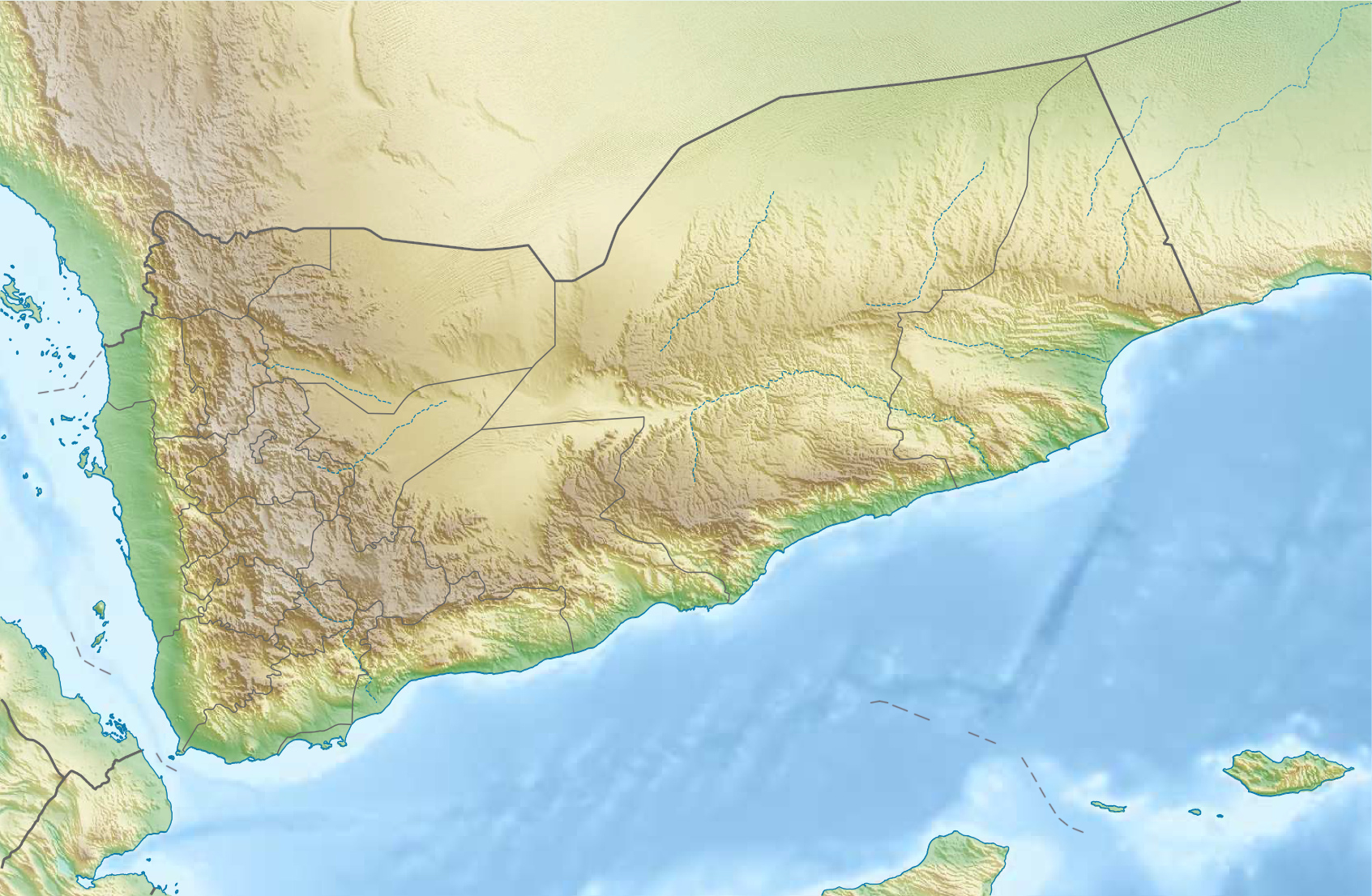
Рельєф Ємену
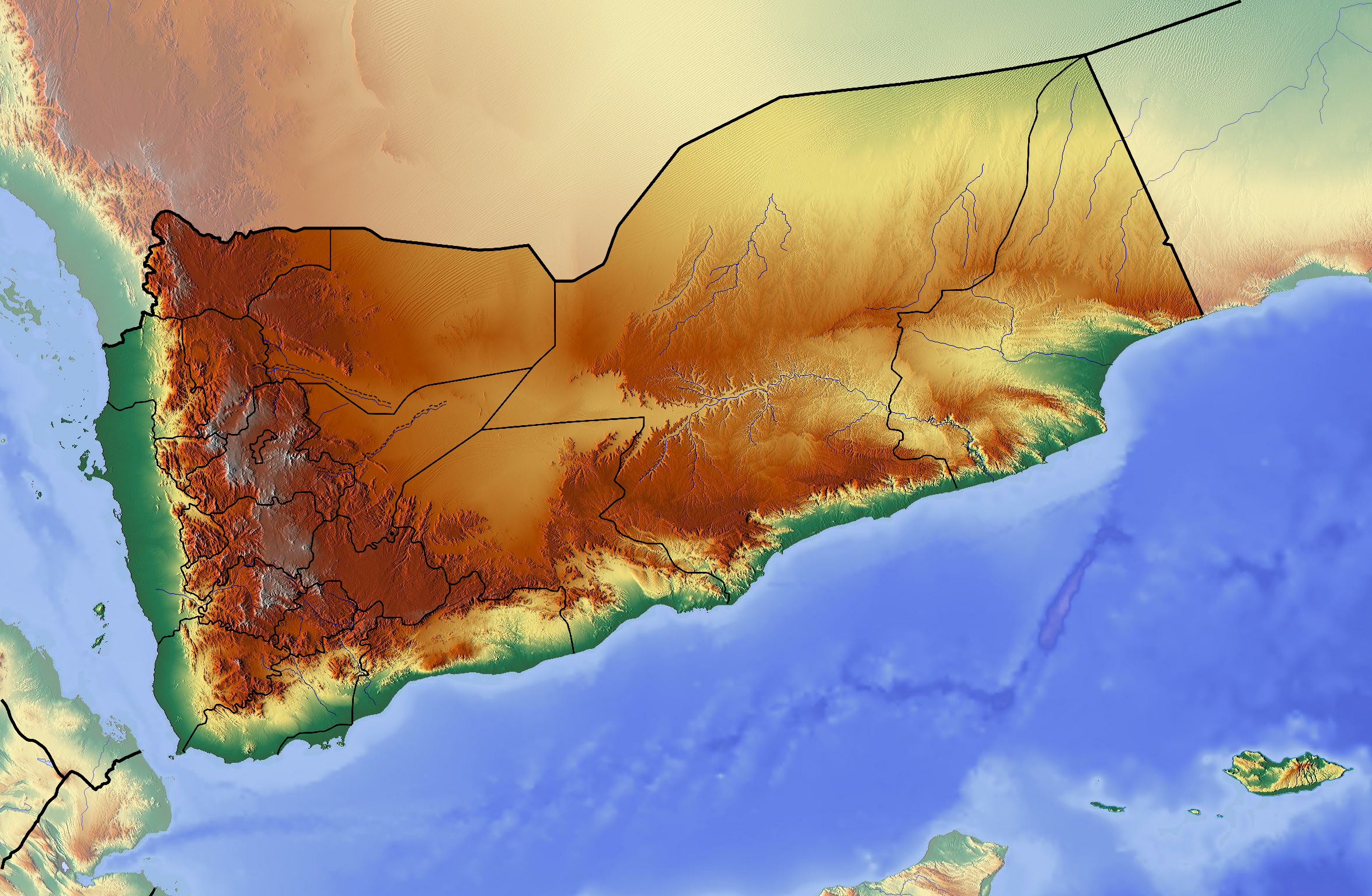
Рельєф Ємену
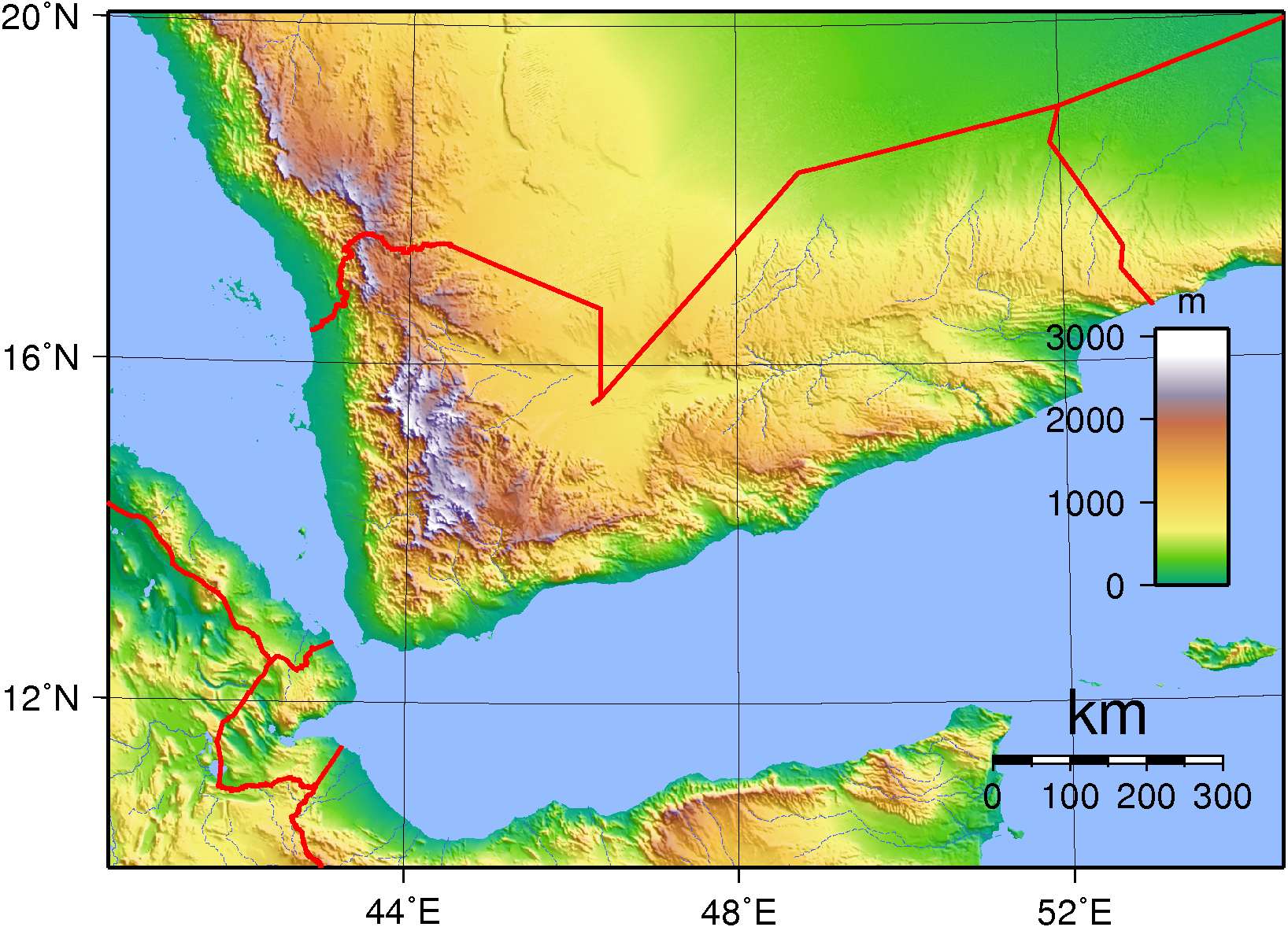
Гіпсометрична карта Ємену (старі кордони)
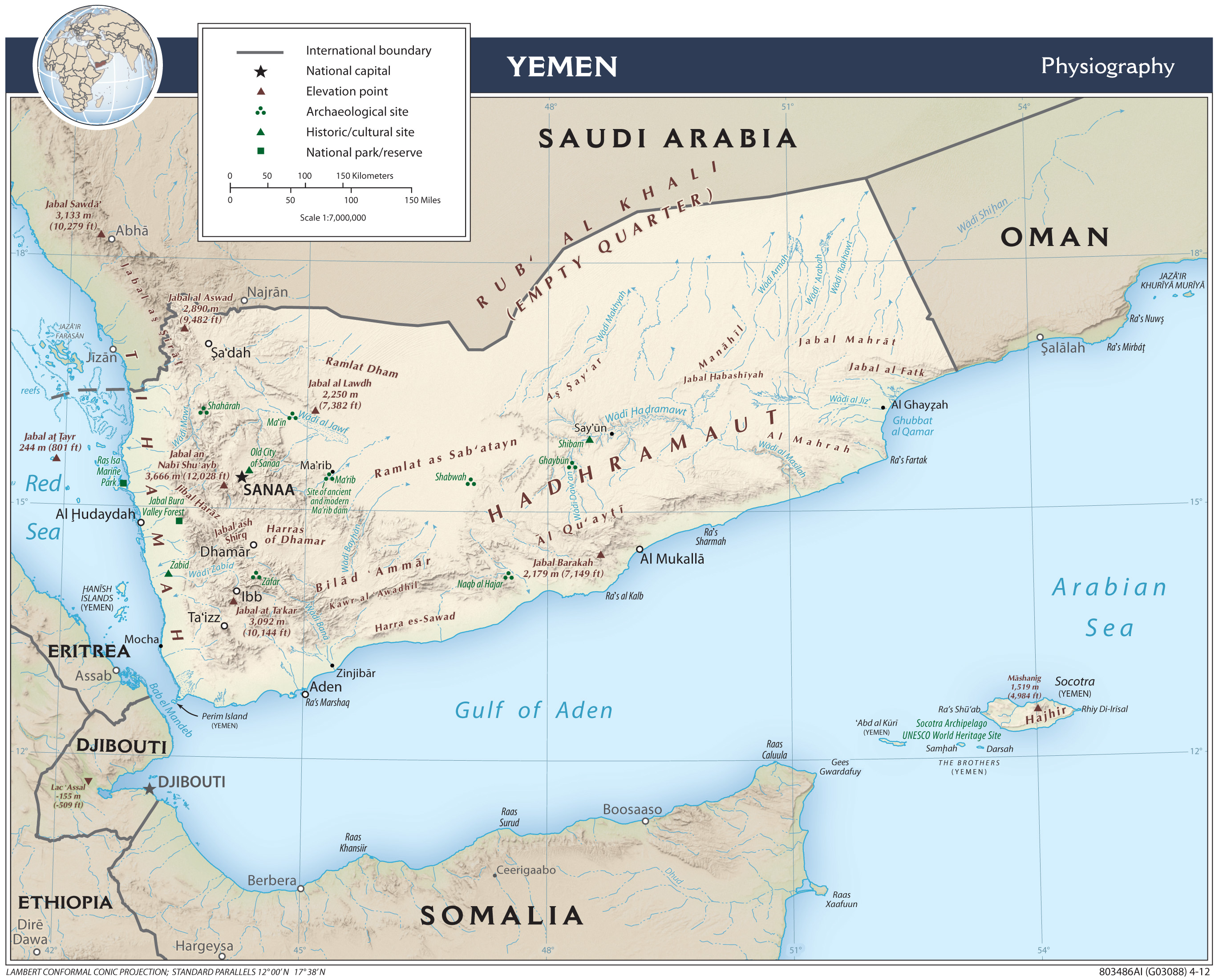
Карта країни (англ.)

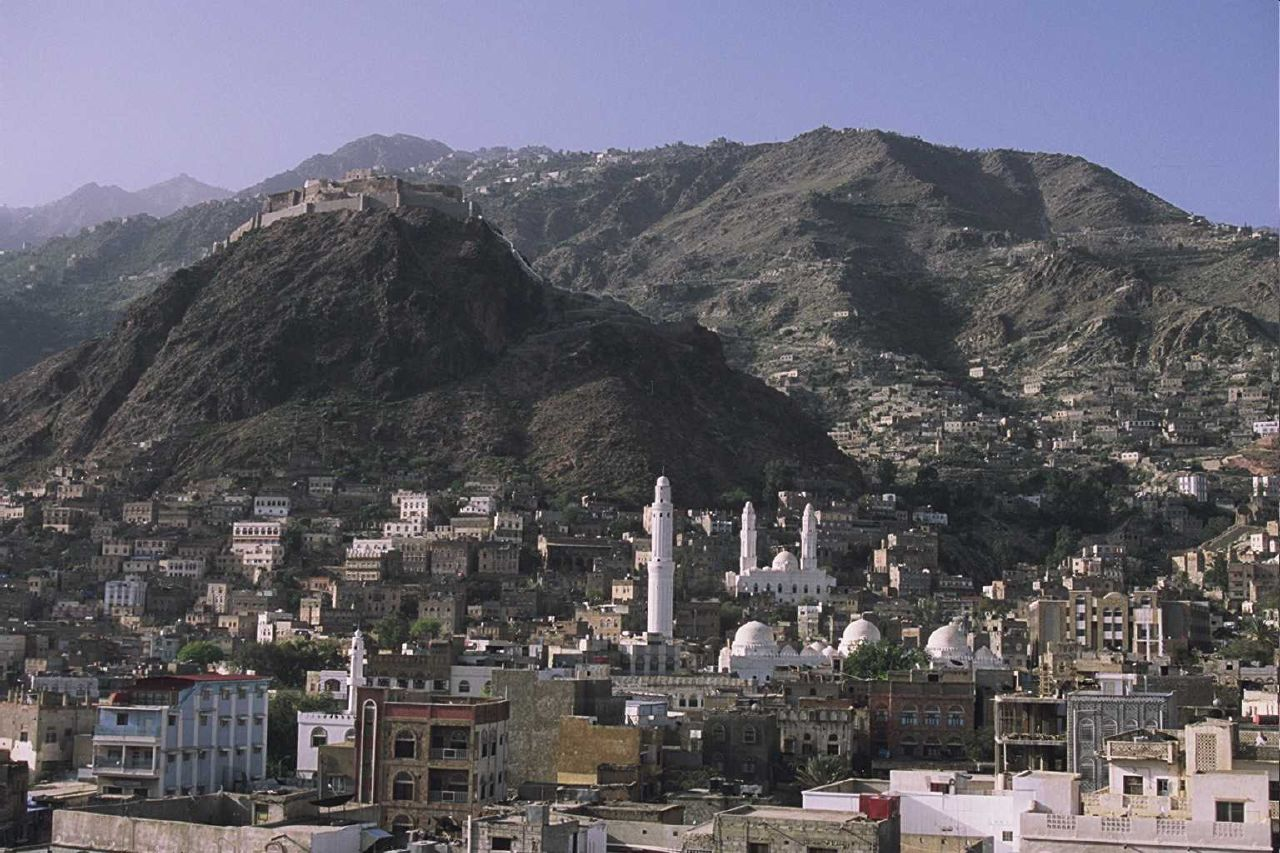
Гори навколо Сани
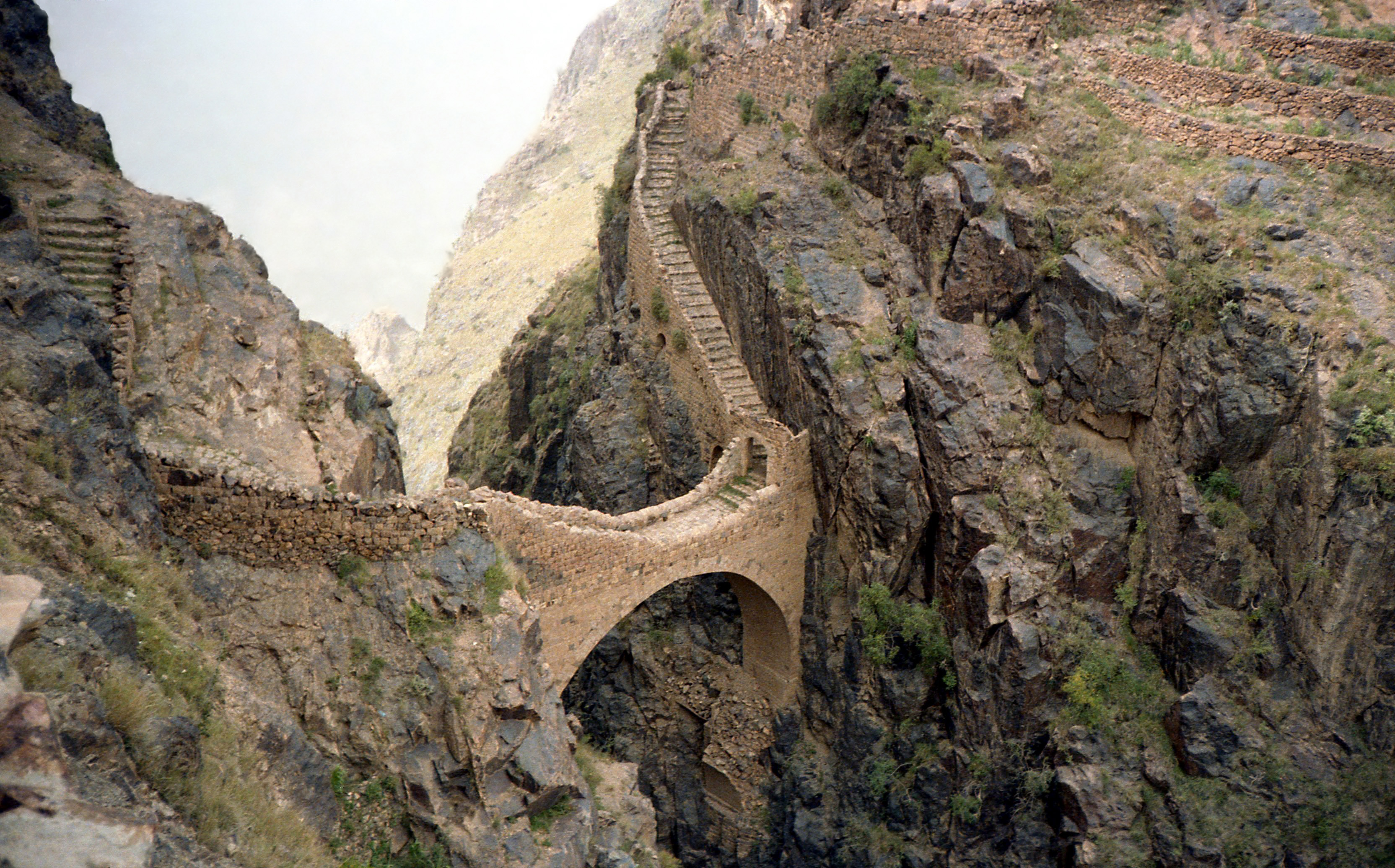
Місток через гірську ущелину
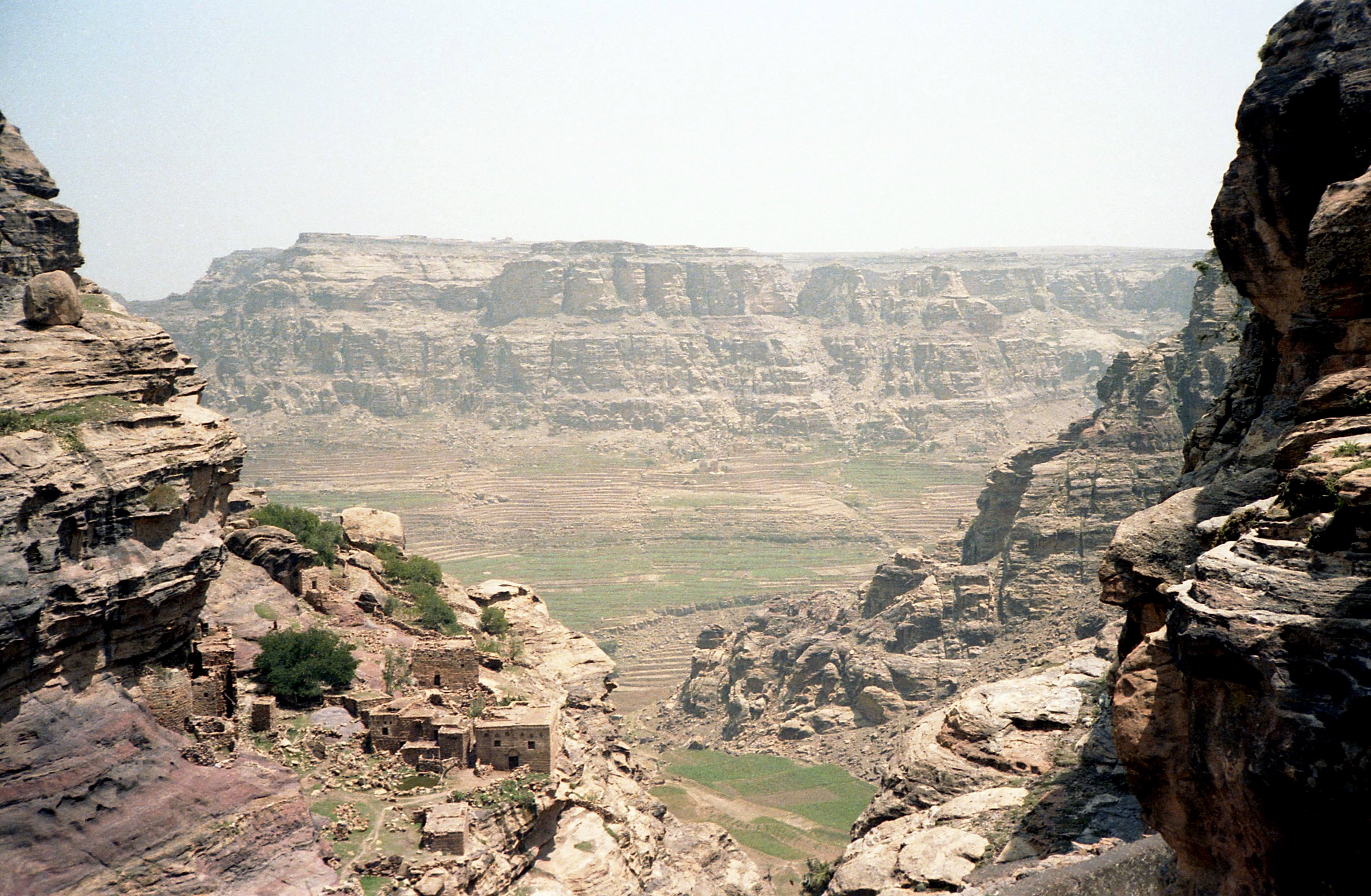
Єменські гори поблизу Кавкабану
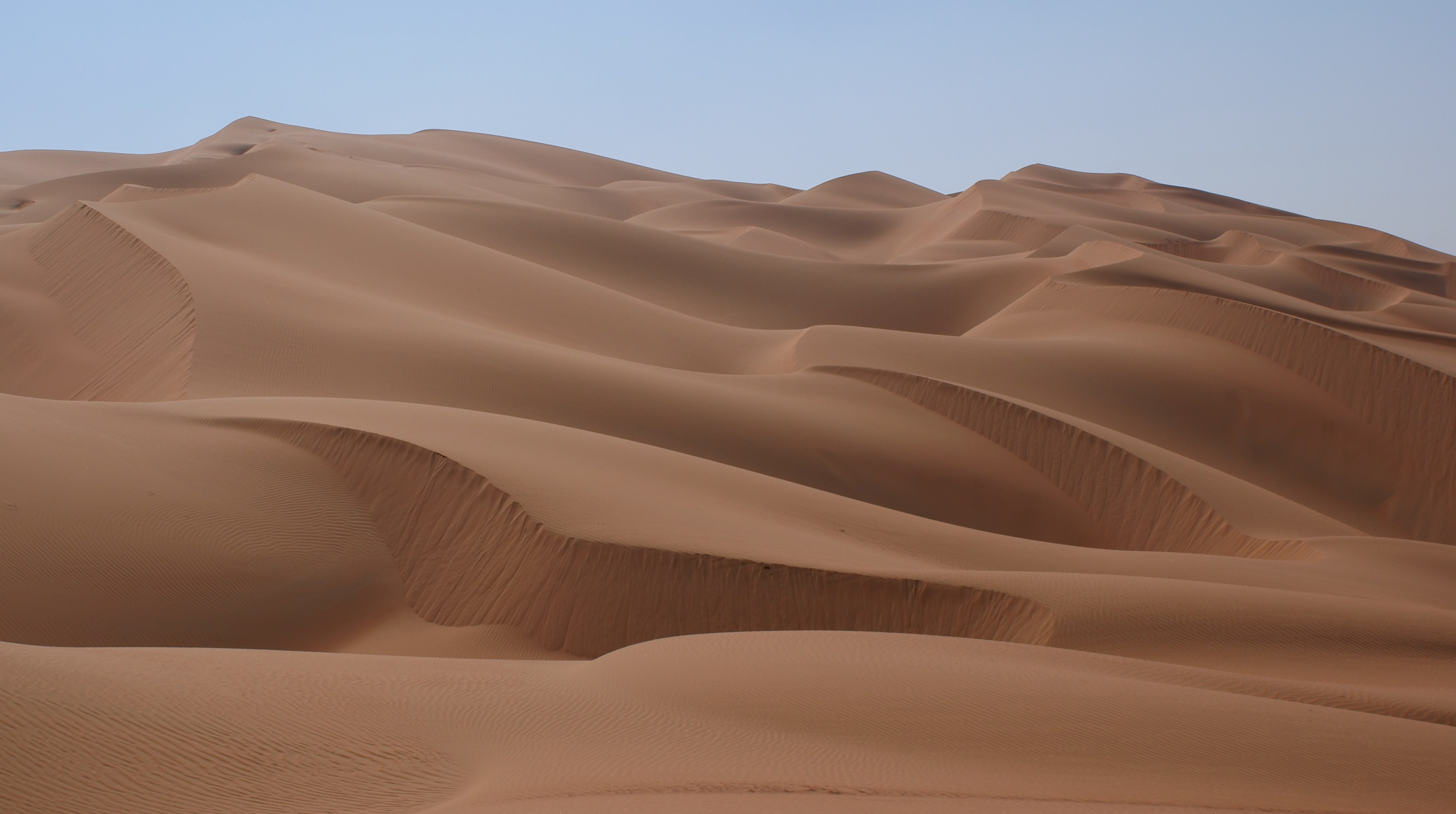
Дюни Руб-ель-Халі
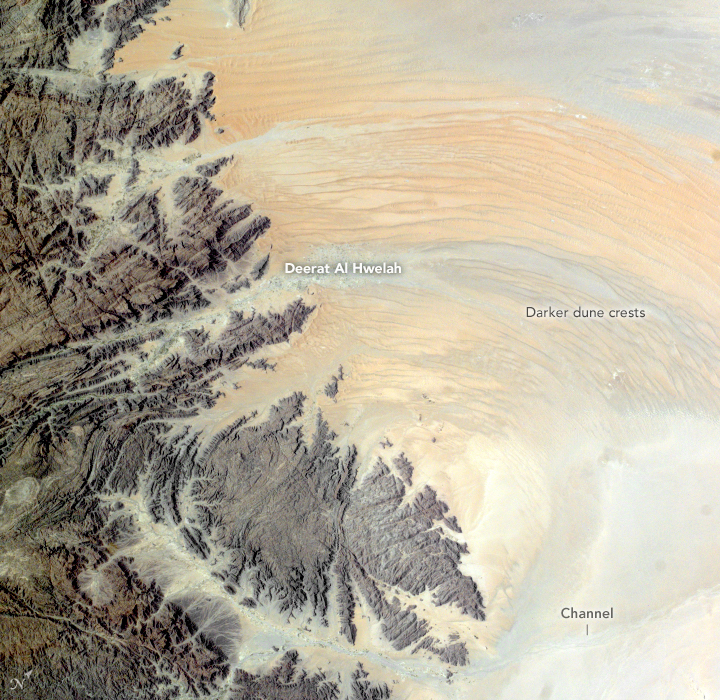
Дюни з космосу

### Острови
Ємену належать острови Камаран, Перім, Сокотра та інші.

## Клімат
Територія Ємену лежить у тропічному кліматичному поясі. Увесь рік панують тропічні повітряні маси. Спекотна посушлива погода з великими добовими амплітудами температури. Переважають східні пасатні вітри. У теплий сезон з морів та океанів можуть надходити шторми.

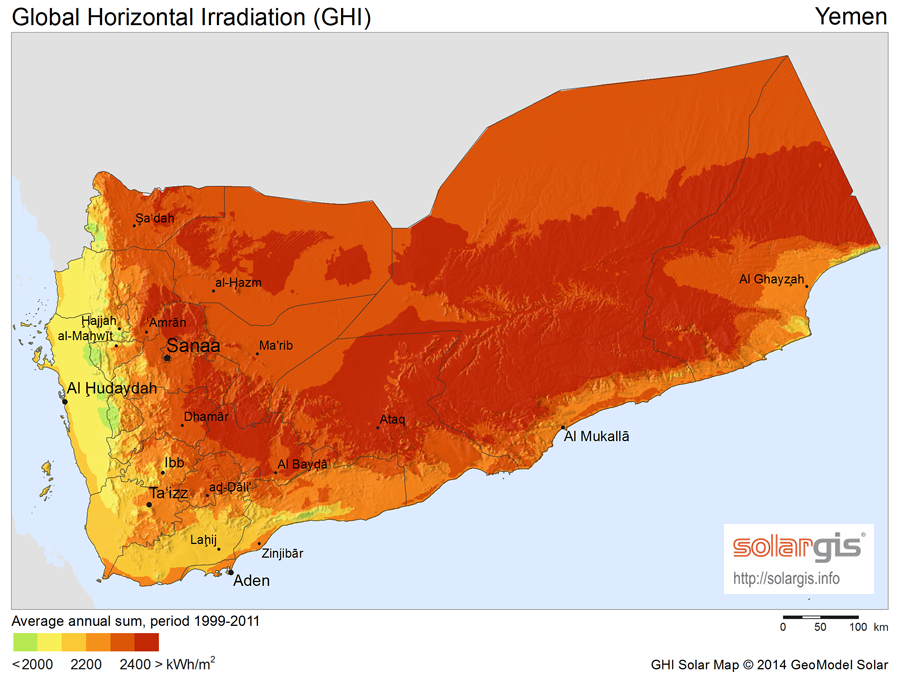
Сонячна радіація (англ.)
Кліматична карта Ємену (за Кеппеном)

Ємен є членом Всесвітньої метеорологічної організації (WMO), в країні ведуться систематичні спостереження за погодою.

## Внутрішні води

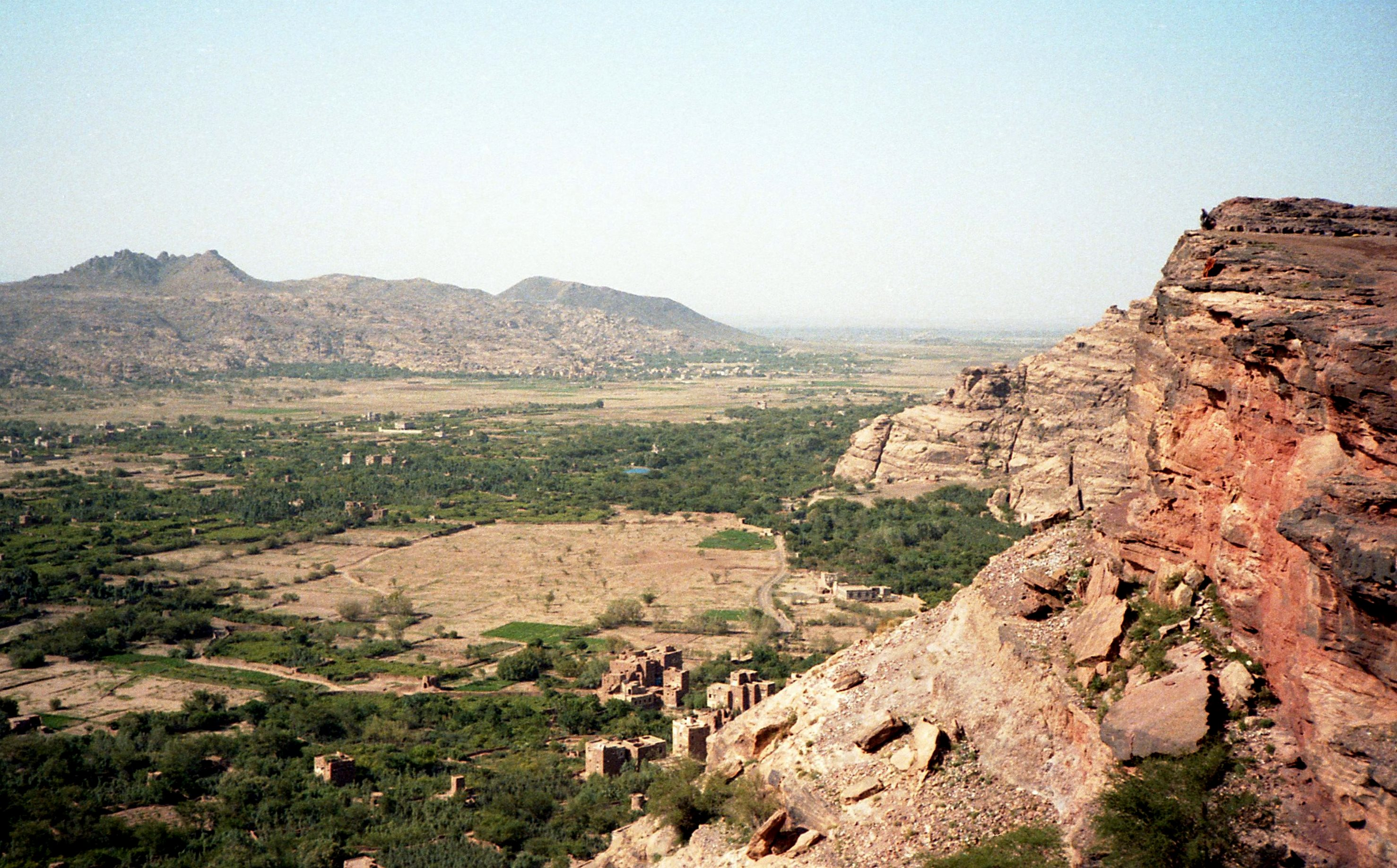
Ваді Дхар

### Річки
У країні відсутні постійні водотоки, лише тимчасові (ваді). Усі вони належать басейну Індійського океану.

## Рослинність

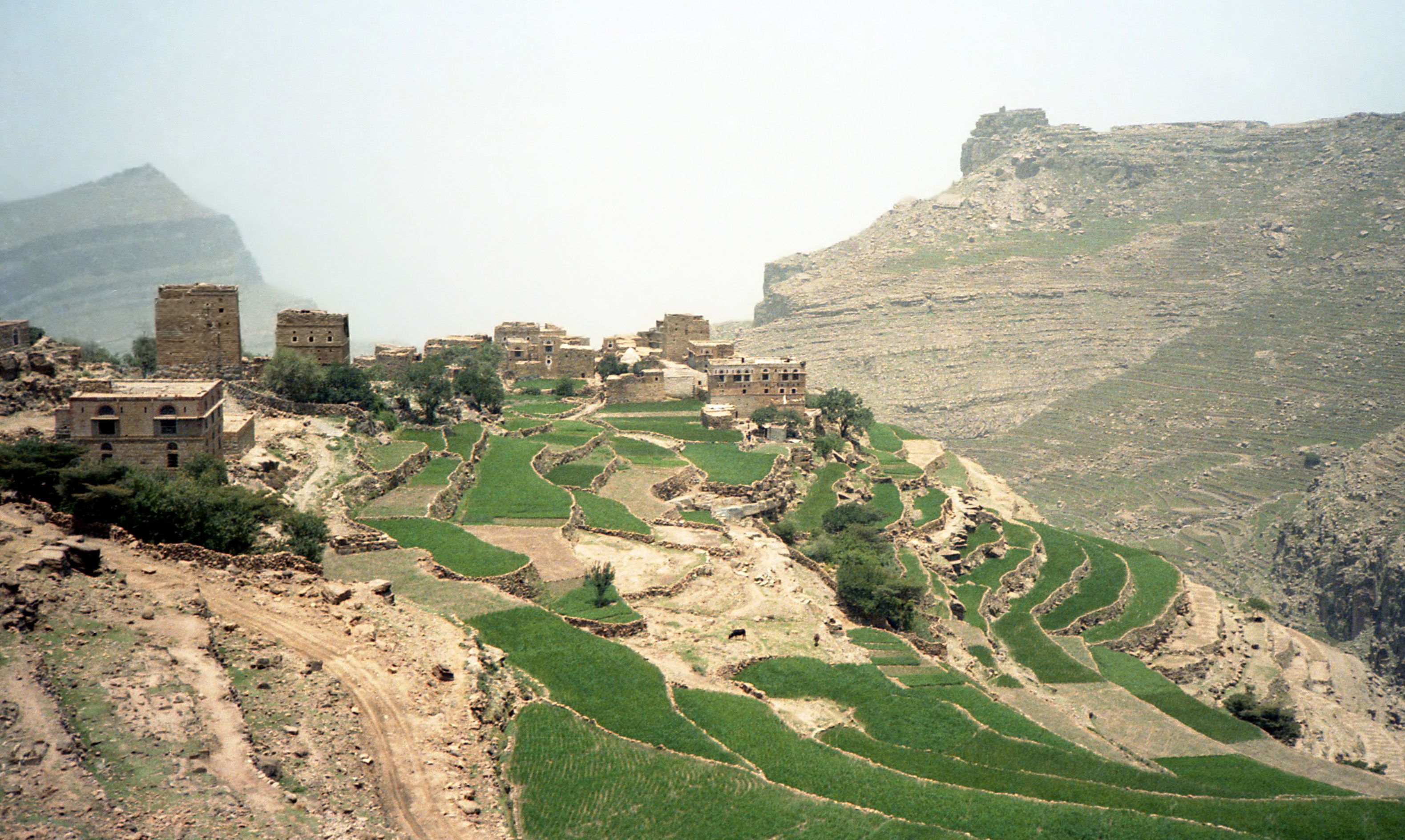
Сільськогосподарські тераси
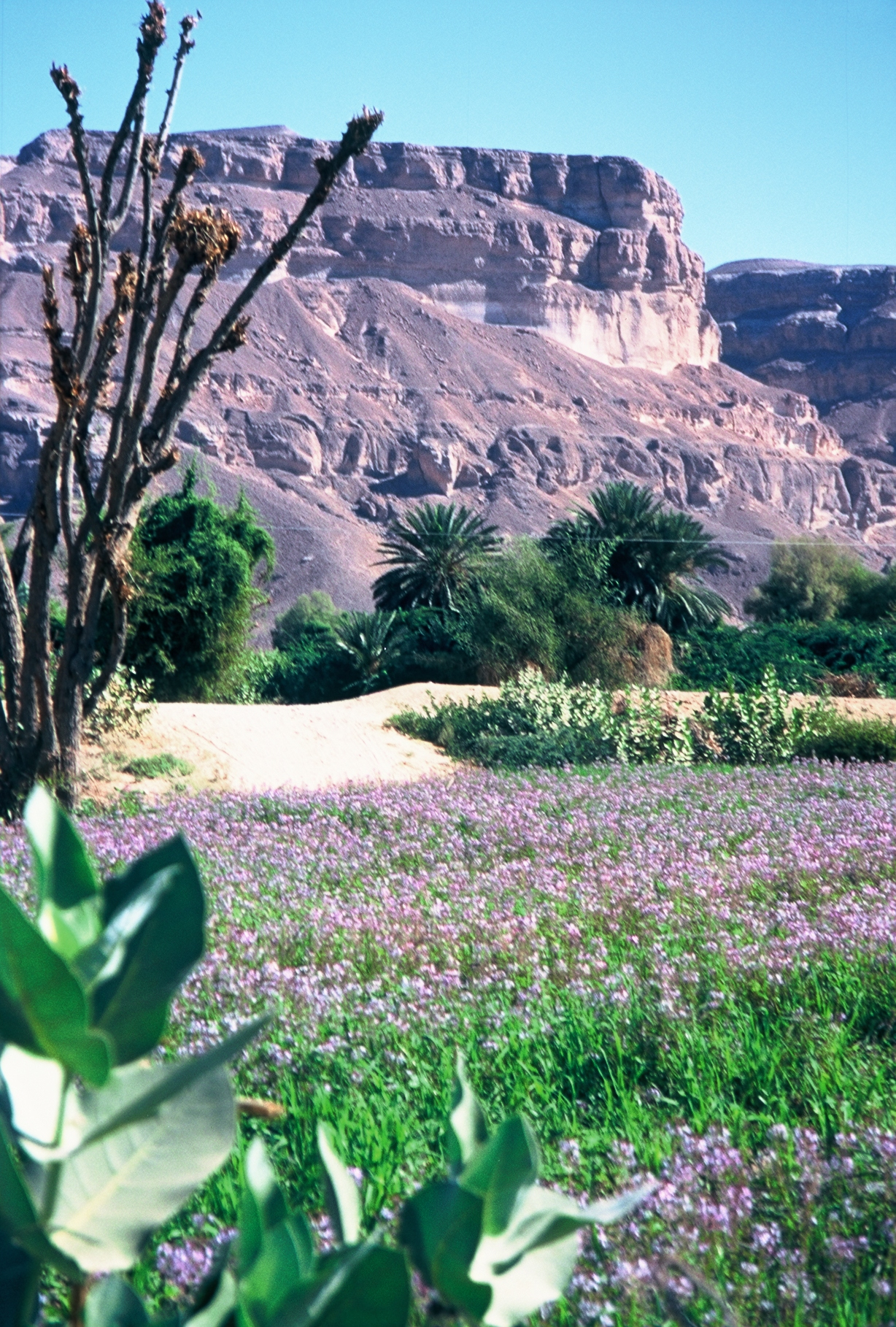
Рослинність долин Хадрамауту
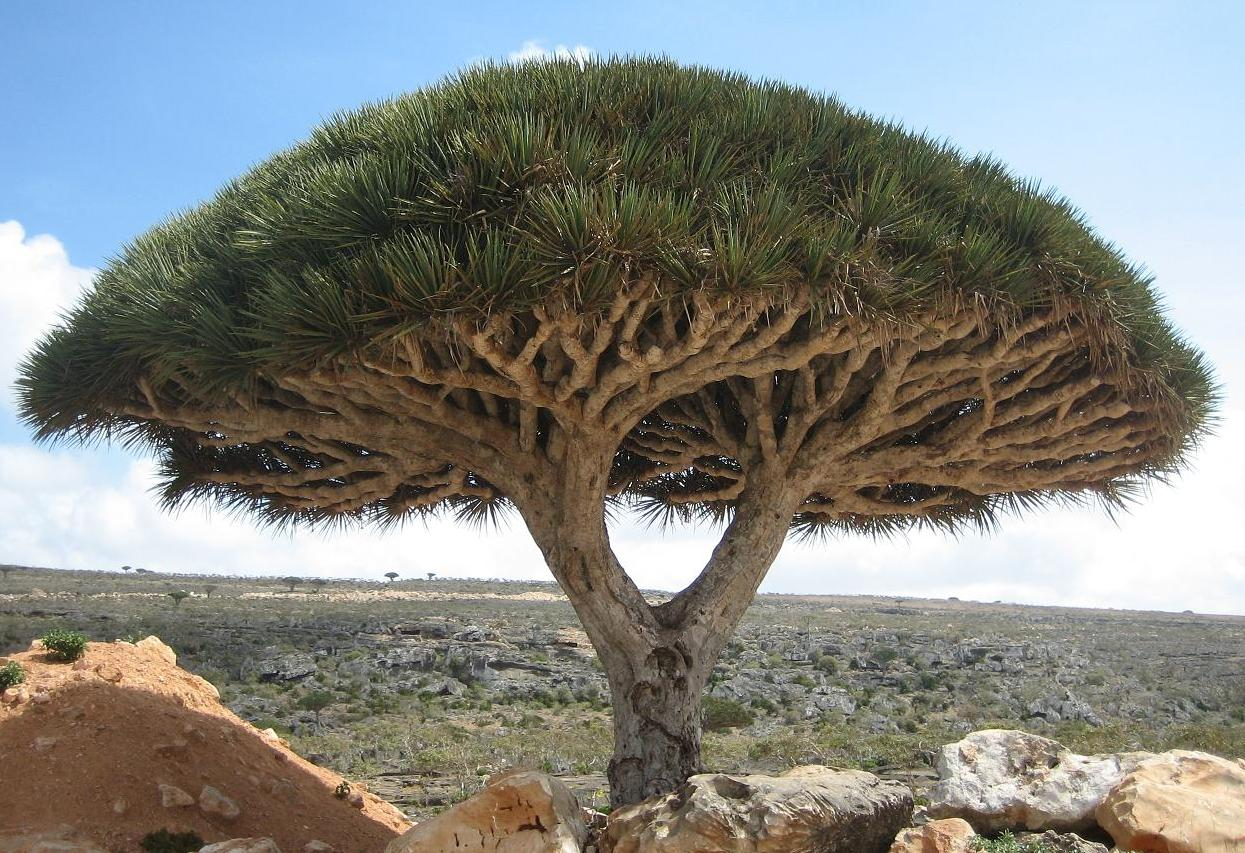
Драконове дерево на Сокотрі

## Тваринний світ
У зоогеографічному відношенні територія країни відноситься до Східноафриканської підобласті Ефіопської області, лише крайня пустельна північ до Сахаро-Аравійської провінції Середземноморської підобласті Голарктичної області.

## Стихійні природні явища
На території країни спостерігаються небезпечні природні явища і стихійні лиха:
- пилові й піщані бурі влітку;
- помірний вулканізм, острівний вулкан Джебель-ет-Таїр (244 м) у Червоному морі прокинувся 2007 року[1].

## Природні ресурси

### Мінеральні ресурси
Надра Ємену багаті на ряд корисних копалин: нафту, кам'яну сіль, мармур, кам'яне вугілля, золото, свинець, нікель, мідь.

### Водні ресурси
Загальні запаси відновлюваних водних ресурсів (ґрунтові і поверхневі прісні води) становлять 2,1 км³. Станом на 2012 рік в країні налічувалось 6,8 тис. км² зрошуваних земель.

### Земельні ресурси
Земельні ресурси Ємену (оцінка 2011 року):
- придатні для сільськогосподарського обробітку землі — 44,5 %,
  - орні землі — 2,2 %,
  - багаторічні насадження — 0,6 %,
  - землі, що постійно використовуються під пасовища — 41,7 %;
- землі, зайняті лісами і чагарниками — 1 %;
- інше — 54,5 %[1].

## Охорона природи
Серед екологічних проблем варто відзначити:
- обмежені ресурси природних джерел питної води;
- недостатні запаси питної води;
- перевипасання;
- ерозію ґрунтів;
- спустелювання.

Ємен є учасником ряду міжнародних угод з охорони навколишнього середовища:
- Конвенції про біологічне різноманіття (CBD),
- Рамкової конвенції ООН про зміну клімату (UNFCCC),
- Кіотського протоколу до Рамкової конвенції,
- Конвенції ООН про боротьбу з опустелюванням (UNCCD),
- Конвенції про міжнародну торгівлю видами дикої фауни і флори, що перебувають під загрозою зникнення (CITES),
- Конвенції про заборону військового впливу на природне середовище (ENMOD),
- Базельської конвенції протидії транскордонному переміщенню небезпечних відходів,
- Конвенції з міжнародного морського права,
- Монреальського протоколу з охорони озонового шару[1].

## Фізико-географічне районування
У фізико-географічному відношенні територію Ємену можна розділити на 4 райони, що відрізняються один від одного рельєфом, кліматом, рослинним покривом:
- Єменські гори. Внутрішня частина регіону являє собою перетнуте плоскогір'я, розчленоване долинами ваді.
- Низовина Тіхама шириною від 30 км до 80 км, складена алювіальними і щебенистими відкладаннями. Рівнина впирається в гори, що круто підіймаються до висоти 2000-3000 м, де розташоване велике горбисте плоскогір'я, перетнуте звичайно сухими долинами (ваді) і високими кряжами; саме тут знаходиться найвища точка країни — гора Ен-Набі-Шаїб.
- Східний схил Західно-Аравійського нагір'я звернений до пустелі Руб-ель-Халі, що займає більшу половину південної частини Аравійського півострова, більш пологий, ніж схил, звернений до низовини Тіхама, але крутіший, ніж північний схил, звернений до Неджду. Західний край Руб-ель-Халі підноситься на 900—1200 м над рівнем моря.
- Прибережна низовина на півдні тягнеться на 5-65 км углиб країни.

### Українською
- Атлас світу / голов. ред. І. С. Руденко ; зав. ред. В. В. Радченко ; відп. ред. О. В. Вакуленко. — К. : ДНВП «Картографія», 2005. — 336 с. — ISBN 9666315467.
- Атлас. 7 клас. Географія материків і океанів / Укладачі О. Я. Скуратович, Н. І. Чанцева. — К. : ДНВП «Картографія», 2014.
- Барановська О. В. Фізична географія материків і океанів : навч. посіб. для студентів ВНЗ : [у 2 ч.]. — Н. : Ніжинський державний університет ім. Миколи Гоголя, 2013. — 306 с. — ISBN 978-617-527-106-3.
- Бєлозоров С. Т. Географія материків. — К. : Вища школа, 1971. — 371 с.
- Ємен // Гірничий енциклопедичний словник : [у 3-х тт.] / за ред. В. С. Білецького. — Д. : Східний видавничий дім, 2004. — Т. 3. — 752 с. — ISBN 966-7804-78-X.
- Гілецький Й. Р. Природні ресурси світу : Навч. посібник. — Львів : Світ, 2004. — 304 с. — ISBN 966-603-307-0
- Дахно І. І., С. М. Тимофієв. Країни світу: Енциклопедичний довідник. — К. : Мапа, 2011. — 606 с. —  ISBN 978-966-8804-23-6
- Дубович І. А. Країнознавчий словник-довідник. — 5-те вид., перероб. і доп. — К. : Знання, 2008. — 839 с. — ISBN 978-966-346-330-8.
- Палієнко В. І., Шищенко П. Г., Бойко В. М. Фізична географія світу : Навч. посібник. — К. : КНУ ім.  Т. Шевченка, 2016. — 246 с. — ISBN 978-966-439-918-1
- Пащенко В. І. Географія світового господарства : Навч. посібник. — К. : Видавничий центр КНУ, 2014. — 312 с. — ISBN 978-966-439-744-6
- Панасенко Б. Д. Фізична географія материків : навч. посіб. : в 2 ч. — В. : ЕкоБізнесЦентр, 1999. — 200 с.
- Фізична географія материків та океанів : підруч. для студ. вищ. навч. закл. : у 2 т / за ред. П. Г. Шищенка. — К. : Видавництво Київського нац. ун-т ім. Т. Шевченка, 2009. — Т. 1. : Азія. — 643 с. — ISBN 978-966-439-257-7.
- Фізична географія материків та океанів : Підручник у 2-х т. / Ред. П. Г. Шищенко. — К. : Київський університет, 2020. — Т. 2. Африка, Америка, Австралія, Антарктида, Океани. — 470 с. — ISBN 978-966-439-989-8
- Юрківський В. М. Регіональна економічна і соціальна географія. Зарубіжні країни: Підручник. — 2-ге. — К. : Либідь, 2001. — 416 с. — ISBN 966-06-0092-5.

### Англійською
- (англ.) Graham Bateman. The Encyclopedia of World Geography. — Andromeda, 2002. — 288 с. — ISBN 1871869587.

### Російською
- (рос.) Авакян А. Б., Салтанкин В. П., Шарапов В. А. Водохранилища. — М. : Мысль, 1987. — 326 с. — (Природа мира)
- (рос.) Алисов Б. П., Берлин И. А., Михель В. М. Курс климатологии [в 3-х тт.] / под. ред. Е. С. Рубинштейна. — Л. : Гидрометиздат, 1954. — Т. 3. Климаты земного шара. — 320 с.
- (рос.) Апродов В. А. Вулканы. — М. : Мысль, 1982. — 368 с. — (Природа мира)
- (рос.) Апродов В. А. Зоны землетрясений. — М. : Мысль, 2010. — 462 с. — (Природа мира) — ISBN 978-5-244-01122-7.
- (рос.) Бабаев А. Г., Зонн И. С., Дроздов Н. Н., Фрейкин З. Г. Пустыни. — М.  : Мысль, 1986. — 320 с. — (Природа мира)
- (рос.) Власова Т. В. Физическая география материков. С прилегающими частями океанов. Евразия, Северная Америка. — 4-е, перераб. — М. : Просвещение, 1986. — 417 с.
- (рос.) Гвоздецкий Н. А. Карст. — М. : Мысль, 1981. — 214 с. — (Природа мира)
- (рос.) Гвоздецкий Н. А., Голубчиков Ю. Н. Горы. — М. : Мысль, 1987. — 400 с. — (Природа мира)
- (рос.) Географический энциклопедический словарь: географические названия / под. ред. А. Ф. Трёшникова. — 2-е изд., доп. — М. : Советская энциклопедия, 1989. — 585 с. — ISBN 5-85270-057-6.
- (рос.) Исаченко А. Г., Шляпников А. А. Ландшафты. — М. : Мысль, 1989. — 504 с. — (Природа мира) — ISBN 5-244-00177-9.
- (рос.) Каплин П. А., Леонтьев О. К., Лукьянова С. А., Никифоров Л. Г. Берега. — М. : Мысль, 1991. — 480 с. — (Природа мира) — ISBN 5-244-00449-2.
- (рос.) Словарь современных географических названий / под общей редакцией акад. В. М. Котлякова. — Екатеринбург : У-Фактория, 2006.
- (рос.) Литвин В. М., Лымарев В. И. Острова. — М. : Мысль, 2010. — 288 с. — (Природа мира) — ISBN 978-5-244-01129-6.
- (рос.) Лобова Е. В., Хабаров А. В. Почвы. — М. : Мысль, 1983. — 304 с. — (Природа мира)
- (рос.) Максаковский В. П. Географическая картина мира. Книга I: Общая характеристика мира. — М. : Дрофа, 2008. — 495 с. — ISBN 978-5-358-05275-8.
- (рос.) Максаковский В. П. Географическая картина мира. Книга II: Региональная характеристика мира. — М. : Дрофа, 2009. — 480 с. — ISBN 978-5-358-06280-1.
- (рос.) Йемен // Поспелов Е. М. Топонимический словарь. — М. : АСТ, 2005. — 229 с. — ISBN 5-17-016407-6.
- (рос.) Пфеффер П. Азия. — М. : Прогресс, 1982. — 316 с. — (Континенты, на которых мы живем)
- (рос.) География / под ред. проф. А. П. Горкина. — М. : Росмэн-Пресс, 2006. — 624 с. — (Современная иллюстрированная энциклопедия) — ISBN 5-353-02443-5.
- (рос.) Физико-географический атлас мира. — М. : Академия наук СССР и Главное управление геодезии и картографии ГУГК СССР, 1964. — 298 с.
- (рос.) Энциклопедия стран мира / глав. ред. Н. А. Симония. — М. : НПО «Экономика» РАН, отделение общественных наук, 2004. — 1319 с. — ISBN 5-282-02318-0.